# Francis Idrac
Pour les personnes ayant le même patronyme, voir Idrac.
Francis Cloud Idrac, né le 1er octobre 1946 à Paris, est un haut fonctionnaire français, ancien préfet de la région Aquitaine, de la zone de défense Sud-Ouest, et de la Gironde. Inspecteur général des finances de 2009 à 2012, ancien président de la Caisse nationale de solidarité pour l'autonomie de 2009 à 2013, président de l'association pour un partenariat franco-chinois de l'accompagnement de l'avancée en âge.

## Biographie

### Etudes
Titulaire d'un diplôme d'études supérieures de droit, Francis Idrac est lauréat de l'Institut d'études politiques de Paris et ancien élève de l'École nationale d'administration (Promotion Simone Weil). Il fut membre de la Conférence Olivaint de 1968 à 1969.

### Haut fonctionnaire
À sa sortie de l'ENA en 1974, il choisit le ministère de l'Intérieur et commence sa carrière comme administrateur civil au bureau du Plan de ce ministère.
Nommé sous-préfet en 1977, il devient secrétaire général de la préfecture de Tarn-et-Garonne en 1977, puis de celle de l'Aisne en 1981, puis des Yvelines en 1986, avant de devenir sous-préfet d'Argenteuil en 1989. Entretemps, il est également directeur adjoint du cabinet du commissaire de la République de la région d'Île-de-France et du département de Paris (1982-1986) après avoir intégré la DATAR quelques mois.
Obtenant le grade de préfet en 1993, il est nommé, cette année-là, directeur du cabinet du préfet de la région d'Île-de-France puis l'année suivante Délégué interministériel à la Ville et au développement social urbain jusqu'en 1996, année où entre en vigueur le dispositif du Pacte de relance pour la ville (emplois-ville, zones franches urbaines, etc.).
Il est nommé préfet du Val-de-Marne fin 1996.
Préfet hors classe de la région de Basse-Normandie et du Calvados en 2000, Francis Idrac est nommé préfet de la région Languedoc-Roussillon et de l'Hérault le 4 juillet 2002, poste où il était réputé être en conflit avec le président socialiste du conseil régional du Languedoc-Roussillon, Georges Frêche.
Il devient préfet de la région d'Aquitaine, préfet de la zone de défense Sud-Ouest, préfet de la Gironde en juillet 2005.
Le 30 avril 2009, il est nommé par le conseil des ministres, inspecteur général des finances en service extraordinaire.
Nommé en tant que personnalité qualifiée par le gouvernement le 6 octobre suivant, il a été élu le 20 octobre pour quatre ans au poste de président de la Caisse nationale de solidarité pour l'autonomie (CNSA), qui finance le soutien aux personnes dépendantes et handicapées avec un budget annuel de vingt milliards d'euros.
Préfet de Région honoraire au 1:10:2012, il préside depuis octobre 2013 l'association pour un partenariat franco-chinois de l'avancée en âge.

### Vie privée
Il est marié à Anne-Marie Idrac, rencontrée à l'ENA dans la même promotion, devenue ensuite secrétaire d'État aux Transports, députée UDF, PDG de la RATP puis de la SNCF, secrétaire d'État chargée du commerce extérieur de mars 2008 à novembre 2010.
il ne doit pas être confondu avec son homonyme, maire de L’Isle-Jourdain (Gers)

## Récompenses et distinctions

### Décorations
- Commandeur de la Légion d'honneur, le 6 avril 2012[6].
  -  Officier de la Légion d'honneur, promu officier le 13 juillet 2004[7]
  -  Chevalier de la Légion d'honneur,  le 13 juillet 1995[8]
- Commandeur de l'ordre national du Mérite, le 14 novembre 2008[9].
  -  Officier de l'ordre national du Mérite, promu officier le 15 mai 2000[10]
  -  Chevalier de l'ordre national du Mérite, le 5 novembre 1986
- Officier de l'ordre des Palmes académiques
- Officier de l'ordre du Mérite agricole